# Marjorie Main
Marjorie Main (nascuda Mary Tomlinson, Acton, Indiana, Estats Units, 24 de febrer de 1890 - Los Angeles, Califòrnia, Estats Units, 10 d'abril de 1975) va ser una actriu estatunidenca.

## Biografia
El seu veritable nom era Mary Tomlinson, i va néixer a Acton, Indiana, estudiant en el Franklin College de Franklin, Indiana. Els seus pares eren Samuel J. Tomlinson, un clergue, i Jennie L. McGaughey. Per evitar situacions enutjoses al seu pare, va decidir canviar el seu nom per l'artístic pel qual va ser coneguda.
Va treballar en el vodevil, en el circuit Chautauqua i en la companyia Orpheum, i va debutar a Broadway el 1916. El seu primer film va ser A House Divided, el 1931. Main va començar interpretant vídues de classe alta, però finalment va ser encasellada en papers de personatges dominants, per a la qual cosa la seva personal veu era perfecta. Va repetir el seu paper teatral a Dead End en la versió cinematogràfica de 1937, i a partir de llavors va ser elegida de manera repetida per interpretar mares de gàngsters. També va versionar un altre dels seus papers teatrals a The Women. Al costat de Wallace Beery va rodar sis pel·lícules en la dècada de 1940, entre elles Barnacle Bill (1941), Jackass Mail (1942), y Bad Bascomb (1946). A més, va ser Sonora Cassidy a The Harvey Girls (1945).
Main es va casar amb Stanley LeFevre Krebs, que va morir el 1935. Tanmateix, tres autors, Boze Hadleigh, Axel Madsen, i Darwin Porter, han afirmat que Main era lesbiana.
Marjorie Main va morir a causa d'un càncer de pulmó el 1975 a Los Angeles, Califòrnia. Tenia 85 anys. Va ser enterrada al Cementiri Forest Lawn Memorial Park de Hollywood Hills.

## Filmografia
- 1934: Música in the Air de Joe May
- 1934: Art Trouble de Ralph Staub
- 1937: Stella Dalla de King Vidor
- 1937: Punt mort (Dead End) de William Wyler
- 1937: The Shadow de Charles C. Coleman
- 1938: Test Pilot de Victor Fleming
- 1938: Too Hot to Handle de Jack Conway
- 1939: Lucky Night de Norman Taurog
- 1939: The Women de George Cukor
- 1939: Another Thin Man de W.S. Van Dyke
- 1940: I Take This Woman de W.S. Van Dyke
- 1940: Dark Command de Raoul Walsh
- 1940: Susan and God de George Cukor
- 1941: A Woman's Face de George Cukor
- 1941: The Sheperd of the Hills de Henry Hathaway
- 1941: Honky Tonk, de Jack Conway
- 1942: We Were Dancing de Robert Z. Leonard
- 1942: The Affairs of Martha de Jules Dassin
- 1942: Tennessee Johnson de William Dieterle
- 1943: Heaven Can Wait d'Ernst Lubitsch
- 1943: Johnny Come Lately de William K. Howard
- 1944: Meet me in St-Louis de Vincente Minnelli
- 1946: The HarveyGirls de George Sidney
- 1946: Undercurrent de Vincente Minnelli
- 1947: The Egg and I de Chester Erskine
- 1947: The Wistful Widow of Wagon Gap, de Charles Barton
- 1949: Ma and Pa Kettle
- 1949: Big Jack
- 1950: Ma and Pa Kettle Go to Town
- 1950: Summer Stock de Charles Walters
- 1951: Mrs. O'Malley and Mr. Malone
- 1951: Mr. Imperium, de Don Hartman
- 1951: Ma and Pa Kettle Back on the Farm
- 1951: The Law and the Lady
- 1951: It's a Big Country de Charles Vidor
- 1951: A Letter from a Soldier
- 1952: The Belle of New York de Charles Walters
- 1952: Ma and Pa Kettle at the Fair
- 1953: Ma and Pa Kettle on Vacation
- 1953: Fast Company de John Sturges
- 1954: Ma and Pa Kettle at Home
- 1954: Rose-Marie de Mervyn LeRoy
- 1954: Ricochet Romance
- 1955: Ma and Pa Kettle at Waikiki
- 1956: The Kettles in the Ozarks
- 1956: La gran prova (Friendly Persuasion) de William Wyler
- 1957: The Kettles on Old MacDonald's Farm

## Teatre
- 1928: Salvation
- 1930: Scarlet Sister Mary
- 1931: Ebb Tide
- 1932: Música in the Air
- 1935: Jackson White
- 1935: Dead End
- 1936: The Women

## Premis i nominacions[calcitació]

### Nominacions
- 1948: Oscar a la millor actriu secundària per The Egg and I
- 1957: Globus d'Or a la millor actriu secundària per La gran prova